# Quentin Tarantino
Quentin Jerome Tarantino, ameriški režiser, producent, pisec in občasno igralec, * 27. marec 1963, Knoxville, Tennessee, ZDA.
Prvi film, ki ga je režiral, je bil My best friend's birthday (1987), ki je bil hkrati edini film, ki ga je montiral. Že po drugem filmu, Stekli psi (Reservoir Dogs, 1992), so ga nekateri imeli za kultnega režiserja, saj je po uspehu na Sundance Festivalu leta 1991 in predvajanju v Združenem kraljestvu požel velik uspeh. Leta 1994 se je začel predvajati Šund (Pulp Fiction), ki je postal še večji ljubljenec občinstva in kritikov. Leta 1997 je posnel Jackie Brown. Ubila bom Billa 1 in Ubila bom Billa 2 (Kill Bill volume 1 in 2, 2003 in 2004) predstavljata nadaljevanje dela z Umo Thurman, ki naj bi bila njegova muza.
Kot režiser se je udejstvoval tudi v Štirih sobah (Four Rooms, 1995), kjer je posnel zadnjo četrtino filma, v Mestu greha (Sin City, 2005) je kot gostujoči režiser imel pod taktirko eno sceno (tisto, v kateri se že mrtvi Jackie Boy in Dwight peljeta v avtu).
V nanizankah Na kraju zločina (Crime Scene Investigation, CSI), Urgenca (ER) in Jimmy Kimmel Live je zrežiral po en del.
Občasno tudi igra, predvsem v svojih filmih in filmih režiserjev, ki so mu blizu.